# Даглас А-20
Даглас А-20 (познат и као Даглас ДБ-7, Даглас Бостон, Даглас Хевок) (енгл. Douglas A-20/DB-7 Havoc) је био амерички бомбардер из периода Другог свјетског рата. Производила га је фабрика Даглас од 1939. до 1944.

## Развој
Основни дизајн оригинално потиче из 1936., када је фирма Даглас почела да планира нападни авион (одатле А-attack) који би био ефикасна замјена једномоторних типова тада у служби РВ САД. Модел 7А је био резултат, настао у дискусијама с људима из РВ.
Први лет прототипа је изведен 26. октобра 1938. године, а авион је ушао у серијску производњу 1939, првобитно по француској наруџби. По француским захтјевима авион је темељито редизајниран, тако да је добијен практично нов авион, под ознаком ДБ-7 (Даглас Бомбардер-7).
Током 1939., додатне модификације су створиле ДБ-7А са јачим моторима и вишим вертикалним стабилизатором. Пошто је Француска капитулирала 1940., остатак француске наруџбе је завршио у РАФ-у, под ознаком Бостон Марк 1 (Boston Mk I) гдје су коришћени као тренажни авиони. Идућа серија је адаптирана у ноћне ловце под ознаком Хевок Марк 1 (Havoc Mk I) са 8 митраљеза 7.62 mm у носу и радаром. Каније примљени авиони су добили 12 митраљеза у носу и ознаку Хевок Марк 2.
Неки авиони су опремљени као ноћни наметљивци (night intruder) за нападе на противничке авионе и аеродроме ноћу, а други са рефлекторима којима је требало да освјетљавају противничке авионе.
Слиједиле су серије побољшања у новијим верзијама, углавном на пољу јачих мотора и боље опреме. Авион је коришћен као нападни бомбардер, ноћни ловац, ноћни бомбардер, авион за вучу мета и друге намјене.
Произведено је укупно 7385 авиона у фабрици Даглас.

## У борби
А-20 је коришћен у РВ САД, РАФ-у, и РВ Француске, СССР, Аустралије, Новог Зеланда, Канаде, Јужне Африке, Холандије и Бразила.
У француском РВ, само 12 авиона из 2. бомбардерске групе је оперативно коришћено у нападима на њемачке снаге 1940. У РАФ-у је авион коришћен интензивно у Бостон и Хевок верзијама, у Британији, Сјеверној Африци (замјењујући Бристол Бленим), Европи и Пацифику.
У саставу USAAC-а, први авиони А-20 су наручени 1939. и служили су као фото-извиђачи и ноћни ловци са 4 топа 20 mm. А-20Ц и А-20Г (2850 авиона) су биле масовно произведене верзије са моторима Р-2600-23 снаге 1600 КС.
На Пацифику су коришћени прво у борбама око Нове Гвинеје у саставу 5. ваздушне армије (5th Air Force).
У СССР су масовно примане верзије авиона А-20Г са топовима 20 mm и раним комбинацијама митраљеза 12.7 mm и 7.62 mm од 1942. На неким авионима је инсталирана совјетска опрема и наоружање.

## Наоружање (А-20Г)
- Стрељачко: 6 митраљеза 12.7 mm са гађањем напријед, 2 у леђној куполи, 1 у подтрупном тунелу.
- Бомбе: до 1814

## Земље које су користиле овај авион
| - Аустралија - Бразил - Канада - Јужна Африка - Холандија - Нови Зеланд - Француска - СССР - Уједињено Краљевство - САД |